# John Ulric Nef
John Ulric (Johann Ulrich) Nef, född 14 juni 1862 i Herisau i kantonen Appenzell, död 13 augusti 1915 i Carmel, Kalifornien, var en schweizisk-amerikansk kemist.
Nef studerade kemi vid Harvard University samt under Adolf von Baeyer vid Münchens universitet. Han blev professor i kemi 1887 vid Purdue University, 1889 vid Clark University, och 1892 vid University of Chicago. Han var en framstående teoretiker inom den organiska kemin. Hans viktigaste arbeten behandlar kolets värdighet och reaktionstillståndet hos organiska föreningar. I dessa arbeten, som till största delen är publicerade i Justus von Liebigs "Annalen der Chemie", framhåller han, att kolets värdighet ej är konstant, utan att i många föreningar kol uppträder delvis tvåvärt. Han invaldes som ledamot av Vetenskapssocieteten i Uppsala 1903.